# Rhynchosia diversifolia
Rhynchosia diversifolia är en ärtväxtart som beskrevs av Marc Micheli. Rhynchosia diversifolia ingår i släktet Rhynchosia och familjen ärtväxter. IUCN kategoriserar arten globalt som livskraftig.

## Underarter
Arten delas in i följande underarter:
- R. d. diversifolia
- R. d. prostrata